# Ostheim (Diemelsee)
Koordinaten: 51° 23′ 15″ N, 8° 50′ 9″ O
Ostheim ist eine Wüstung an der heutigen Landesgrenze zwischen Hessen und Nordrhein-Westfalen. Sie liegt im Grenzgebiet der Gemarkung von Vasbeck in der nordhessischen Gemeinde Diemelsee und des Ortsteils Borntosten der westfälischen Stadt Marsberg.

## Geographische Lage
Der Ort ist bisher nicht genau lokalisiert. Er lag laut einer Quelle etwa 800 Meter westlich des heutigen Ortskernes von Borntosten, gemäß einer anderen etwas weiter südlich in der heutigen Gemarkung von Vasbeck. In Borntosten gibt es eine „Ostheimer Straße“.

## Geschichte
Wann der Ort erstmals urkundliche Erwähnung fand, ist bisher unklar. Insbesondere sind die Erwähnungen von „Asthem“ um 1120, als der Edle Bernhard dem Kloster Helmarshausen sechs Hufen in „Asthem“ schenkte, und von 1194 nicht eindeutig dem hiesigen Ort zuzuordnen. Bei den in der Folgezeit erscheinenden Erwähnungen wechselt die Schreibweise des Ortsnamens mehrfach, wie in folgender Übersicht dargestellt:
- Asthem (um 1120) [Zuordnung umstritten, Abschrift Hoffmann, Helmarshausen und Corvey, S. 110, Nr. 86 mit Anm. 103]
  - (1194) [Kop. 14. Jahrhundert Regesten der Erzbischöfe von Köln 2, S. 299, Nr. 1488, unklar, ob diesem Ort zuzuordnen]
- Oysthem (1279) [Urkunden Kloster Bredelar, S. 114, Nr. 145]
- Osthem (1314) [Westfälisches Urkundenbuch 9: Urkunden des Bistums Paderborn 1301–1325, S. 573, Nr. 1234]
- Osthem (1323) [Westfälisches Urkundenbuch 9: Urkunden des Bistums Paderborn 1301–1325, S. 1139, Nr. 2355]
- Oysthem (1353) [Urkunden Kloster Bredelar, S. 173, Nr. 302]
- Osthem (1353) [Urkunden Kloster Bredelar, S. 174, Nr. 306]
- Oistheim (1473) [Urkunden Kloster Bredelar, S. 285, Nr. 661]
- Oistem (1484) [Urkunden Kloster Bredelar, S. 296, Nr. 689]
- Oistheim (1576) [Urkunden Kloster Bredelar, S. 461, Nr. 1194]

Im Jahre 1412 verkaufte Rave von Canstein dem Kloster Bredelar seinen Teil des Zehnten zu Ostheim für 10 Gulden bei jederzeitigem Recht zum Rückkauf. 1418 verkaufte derselbe den Zehnten in und außerhalb des Dorfes Ostheim und in Leitmar.
Um 1491 wurde Ostheim dann als wüst bezeichnet. Der Ort Borntosten („born to osten“, „Quelle im Osten“ oder „Quelle zu Ostheim“) wird als Nachfolgesiedlung von Ostheim vermutet: Die letzten Einwohner des Orts mögen, so eine Vermutung, sich wegen besserer Wasserverhältnisse etwa 700–800 m weiter östlich im heutigen Borntosten angesiedelt haben. Die noch bis 1791 erfolgte mehrfache Erwähnung des Ortsnamens in Urkunden erklärt sich durch die Weiterbewirtschaftung der Feldmark und die darauf beruhende Einforderung des dortigen Zehnten durch das Kloster Bredelar.